# James Albert Bonsack
James Albert Bonsack (ngày 9 tháng 10 năm 1859 – ngày 1 tháng 6 năm 1924) là nhà phát minh người Mỹ đã phát triển loại máy cuốn thuốc lá đầu tiên vào năm 1880 và được cấp bằng sáng chế vào năm sau đó.

## Thân thế
James A. Bonsack chào đời ở phía đông Quận Roanoke, Virginia. Cha ông tên Jacob Bonsack là chủ sở hữu một xưởng sản xuất len mà James từng học hỏi về máy móc công nghiệp. Năm 1878, ông được nhận vào Trường Đại học Roanoke thuộc Giáo hội Luther nhưng quyết định rút lui để dành thời gian vào việc nghiên cứu thiết kế máy cuốn thuốc lá. Sau khi chế tạo thành công nguyên mẫu của máy này và được cấp bằng sáng chế cho phát minh của mình, ông bèn đăng ký thành lập Công ty Máy Bonsack của bang Virginia vào ngày 27 tháng 3 năm 1883. Sau lần tranh tụng trước tòa về cáo buộc vi phạm bằng sáng chế của đối thủ cạnh tranh là nhà phát minh máy cuộn, Bonsack đã trả 18.000 đô la nhằm mua lại đơn khiếu nại bằng sáng chế của đối thủ cạnh tranh.

## Máy Thuốc lá Bonsack
Trước đó, thuốc lá được cuốn bằng tay. Thuốc lá Readymade là mặt hàng xa xỉ nhưng ngày càng trở nên phổ biến dần. Quy trình chế tạo thủ công chậm chạp—một thợ cuốn thuốc lá lành nghề chỉ có thể sản xuất trung bình khoảng bốn điếu thuốc mỗi phút—không đủ để đáp ứng nhu cầu vào thập niên 1870. Năm 1875, công ty Allen và Ginter ở Richmond, Virginia, bèo trao giải thưởng 75.000 đô la Mỹ (tương đương 1.850.682 đô la Mỹ ngày nay) cho bất kỳ ai phát minh ra chiếc máy có thể cuộn thuốc lá.
Bonsack đã chấp nhận thử thách và rời bỏ trường đại học để dành thời gian của mình cho việc chế tạo một cỗ máy như vậy. Năm 1880, ông có một nguyên mẫu đầu tiên chạy được nhưng lại bị hỏa hoạn thiêu rụi khi đang được cất giữ tại Lynchburg, Virginia. Bonsack bèn chế lại cỗ máy và nộp đơn xin cấp bằng sáng chế vào ngày 4 tháng 9 năm 1880. Bằng sáng chế được cấp vào năm sau (bằng sáng chế Hoa Kỳ số 238.640 từ ngày 8 tháng 3 năm 1881 và bằng sáng chế số 247.795 từ ngày 4 tháng 10 năm 1881). Allen và Ginter đã đặt mua một chiếc máy Bonsack nhưng nhanh chóng từ chối nó, mong muốn tiết kiệm tiền thưởng của họ và sợ rằng người tiêu dùng sẽ chùn bước trước một sản phẩm do máy làm ra.
Sự hợp tác của Bonsack với nhà công nghiệp thuốc lá James Buchanan Duke sử dụng hoàn toàn vào mục đích thương mại của phát minh này, có thể tạo ra 120.000 điếu thuốc lá chỉ trong vòng 10 giờ, (200 điếu mỗi phút), và do đó đã cách mạng hóa ngành công nghiệp thuốc lá. Duke đặt một thỏa thuận với Công ty Máy Bonsack vào năm 1884. Duke đồng ý sản xuất tất cả thuốc lá bằng hai cỗ máy Bonsack thuê của mình và đổi lại, Bonsack giảm tiền bản quyền của Duke từ 0,30 đô la một nghìn xuống còn 0,20 đô la một nghìn. Duke còn thuê một trong những thợ máy của Bonsack, dẫn đến việc máy của ông ít bị hỏng hóc hơn so với các đối thủ cạnh tranh khác. Hợp đồng bí mật này dẫn đến lợi thế cạnh tranh so với các đối thủ của Duke; ông có thể hạ giá thấp hơn những người khác. Cỗ máy của Bonsack hoạt động hiệu quả đến nỗi vào năm 1888 Duke đã cho nghỉ việc toàn bộ thợ cuộn thuốc lá của công ty và thay thế bằng loại máy mới phát minh này.

## Hình ảnh

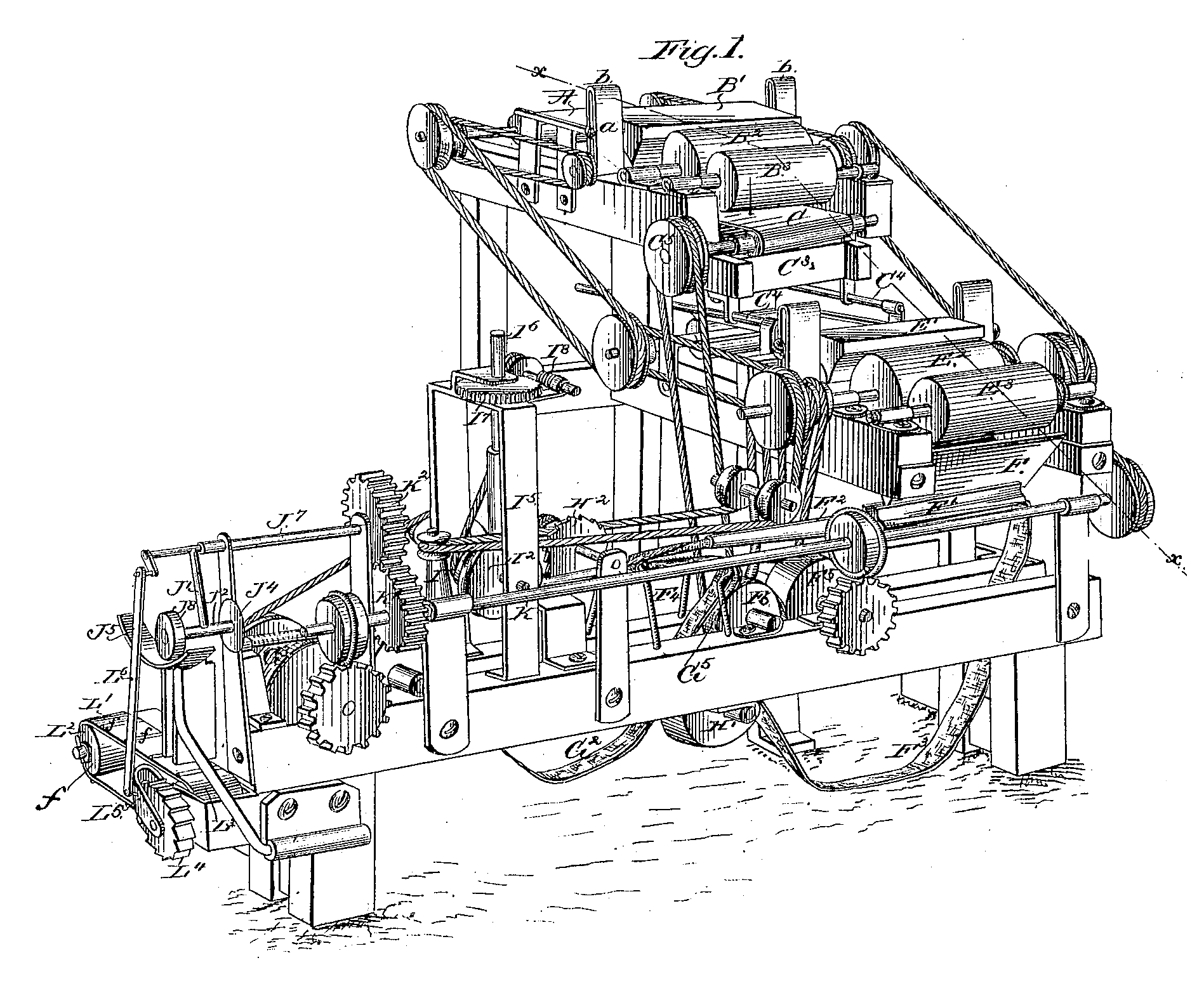
Máy cuốn thuốc lá của Bonsack, được thể hiện trên bằng sáng chế số 238.640 của Hoa Kỳ
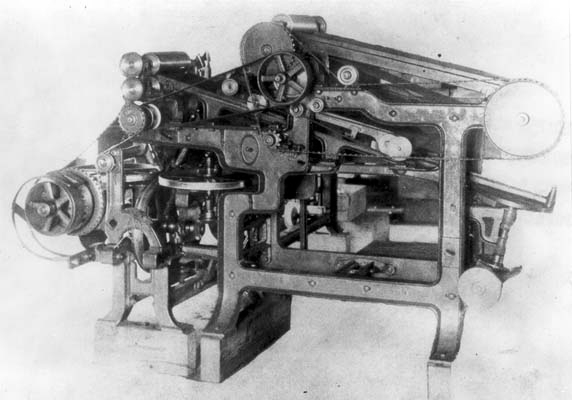
Máy Thuốc lá Bonsack, 1888
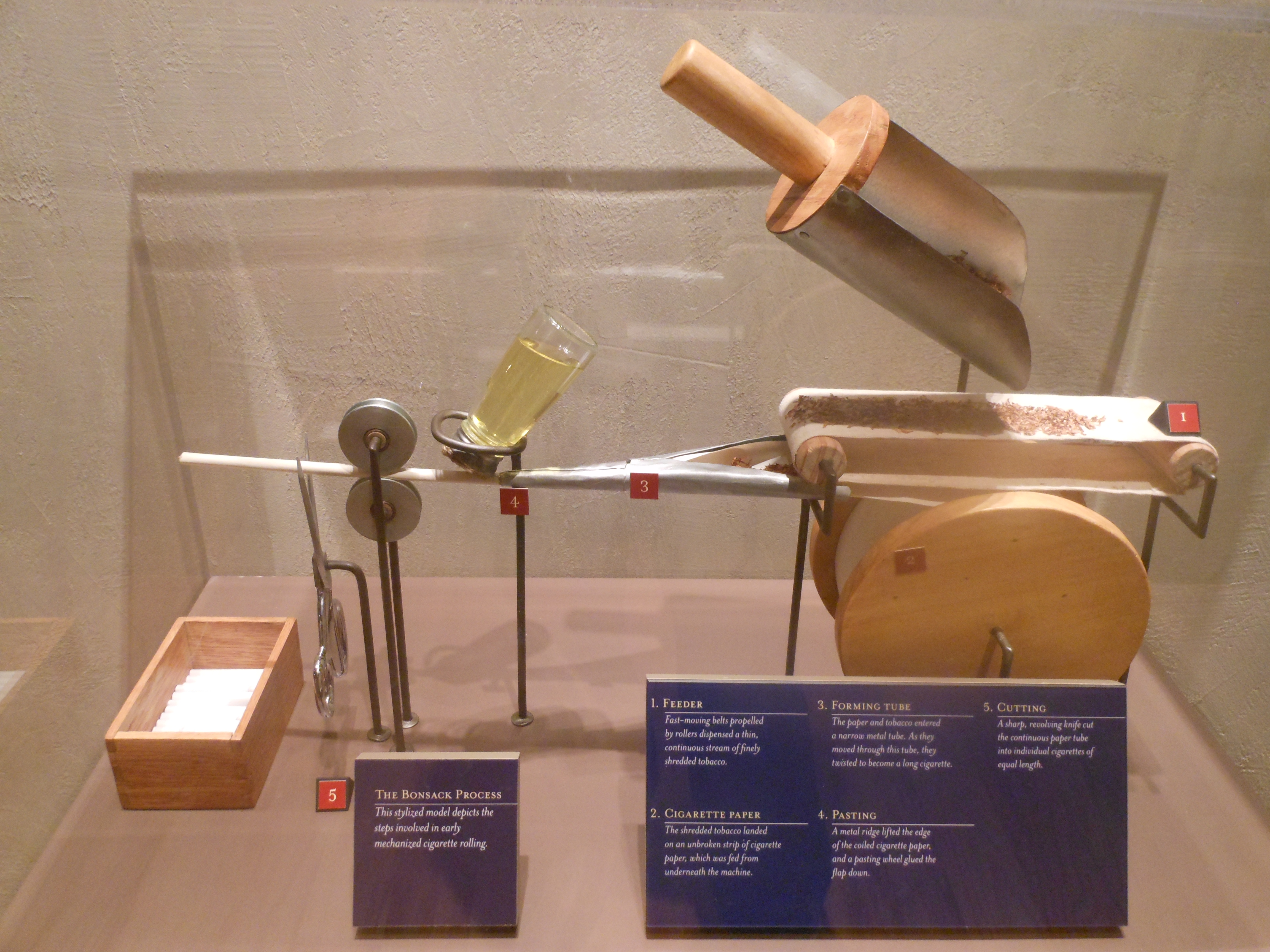
Mô hình máy Bonsack
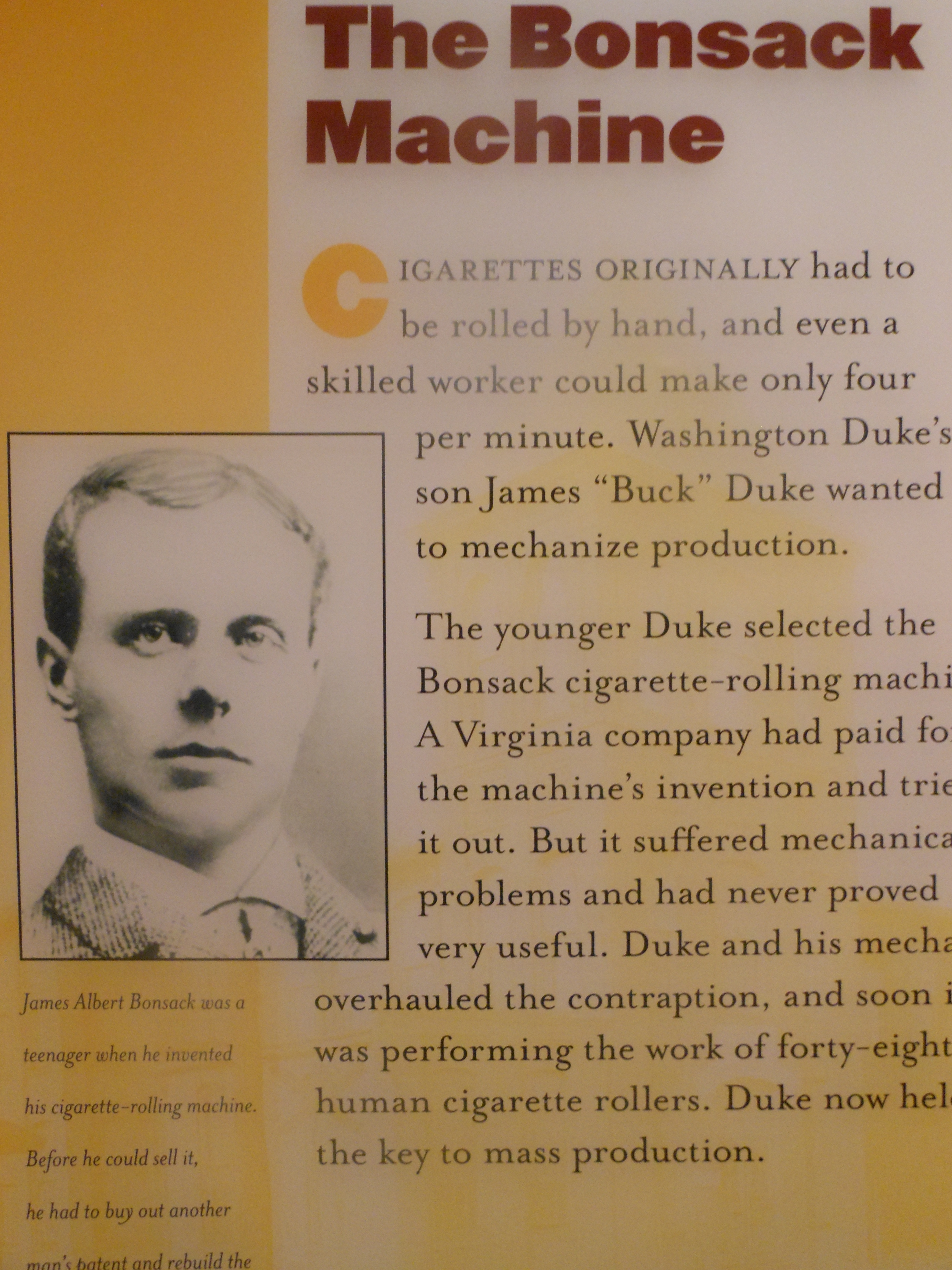
James A. Bonsack mới 22 tuổi khi phát minh ra chiếc máy của mình

## Di sản
Nơi ấn định cho điều tra dân số là Bonsack, Virginia thuộc Quận Roanoke được đặt theo tên của James Bonsack vốn là người sống ở thị trấn này nằm dọc theo Đường 460 giữa Roanoke và Bedford.